# Ricardo Osorio
Ricardo Osorio Mendoza (* 30. März 1980 in Huajuapan de León) ist ein ehemaliger mexikanischer Fußballspieler.
Osorio konnte sowohl als Abwehrspieler als auch als defensiver Mittelfeldspieler eingesetzt werden. Er war kein rustikaler Abräumer, sondern löste seine Aufgaben mit Hilfe guter Technik und Schnelligkeit.

## Karriere

### Verein
Osorio begann seine Profilaufbahn 2002 bei Cruz Azul. Für diesen Verein spielte er bis zum Jahr 2006.
Am 1. Juli 2006 wechselte er für eine Ablöse von 3,5 Millionen Euro in die Bundesliga zum VfB Stuttgart. Am 16. Februar 2007, im Spiel bei Eintracht Frankfurt (4:0), erzielte er in seinem 17. Bundesliga-Einsatz sein erstes Tor für den VfB Stuttgart. Osorio gewann 2007 mit dem VfB die deutsche Meisterschaft. Zudem stand er mit dem VfB im Finale des DFB-Pokals und hatte somit sogar die Chance, die Saison mit dem Double zu krönen. Allerdings verlor der VfB das Finale mit 2:3 gegen den 1. FC Nürnberg.
Nach Ablauf seines Vertrages in Stuttgart wechselte Osorio im Juli 2010 zurück in seine mexikanische Heimat zum CF Monterrey. Bei diesem Verein beendete Osorio auch seine Karriere im Sommer 2016.

### Nationalmannschaft
Sein Debüt in der mexikanischen Nationalelf gab Osorio am 13. Juli 2003 in einem Spiel um den CONCACAF Gold Cup gegen Brasilien, das von Mexiko mit 1:0 gewonnen wurde. Bei diesem Turnier wirkte Osorio in allen fünf Spielen der Mexikaner mit, die das Turnier gewannen, ohne ein einziges Gegentor bekommen zu haben. Im Finale stand Mexiko erneut Brasilien gegenüber und konnte sich abermals mit 1:0 (diesmal in der Verlängerung) durchsetzen.
Osorio wirkte ferner bei der Copa América 2004 mit, bei der ihm am 7. Juli 2004 in einem Spiel gegen Uruguay (2:2) sein erstes und bisher einziges Länderspieltor gelang. Ferner spielte er beim Konföderationen-Pokal 2005 mit und bestritt alle Spiele Mexikos bei der Fußball-Weltmeisterschaft 2006. Nach der WM bestritt Osorio alle Spiele beim CONCACAF Gold Cup 2007, wo Mexiko im Finale gegen den Gastgeber USA mit 1:2 unterlag, und wirkte in den Qualifikationsspielen zur Fußball-Weltmeisterschaft 2010 mit.

## Titel / Erfolge
- CONCACAF Gold Cup 2003
- Deutscher Meister 2007
- Mexikanischer Meister Apertura 2010